# ジェシー・バルガス
ジェシー・バルガス（Jessie Vargas、1989年5月10日 - ）は、アメリカ合衆国の男性プロボクサー。カリフォルニア州ロサンゼルス出身。元WBA世界スーパーライト級レギュラー王者。元WBO世界ウェルター級王者。世界2階級制覇王者。

## アマチュア時代
8歳の時にフロイド・メイウェザー・ジュニアの叔父ロジャー・メイウェザーに指導を受けた。その後、元WBC世界スーパーフェザー級王者コーネリアス・ボサ・エドワーズの指導を受けるようになった。
バルガスの主な実績ではメキシコ王者と全米ジュニア王者に輝いた実績がある。
アマチュア時代の戦績は140戦120勝20敗。

## プロ時代
2008年9月5日、初回59秒KO勝ちを収め白星でデビューを飾った。
2011年9月17日、ネバダ州ラスベガスMGMグランド・ガーデン・アリーナでホセシート・ロペスと対戦し、8回にローブロで減点されるが、12回2-1 (95-94、94-95、96-93) の判定勝ちを収めた。
2013年3月16日、スタブハブ・センター・テニスコートでWBCアメリカ大陸ウェルター級王座決定戦をウェール・オモトショと行い、2回にオモトショのボディブローでプロ初のダウンを喫しKO負けしそうになったが、そこから巻き返し、10回3-0 (97-92、2者が96-93) の判定勝ちを収め王座獲得に成功した。
2014年4月12日、MGMグランド・ガーデン・アリーナでマニー・パッキャオVSティモシー・ブラッドリー第2戦の前座でWBAレギュラー・IBO世界スーパーライト級王者カビブ・アーラフベルディエフと対戦し、12回3-0(117-111、2者が115-113)の判定勝ちを収め王座獲得に成功した。
2014年8月2日、ザ・コスモポリタン内チェルシー・ボール・ルームでブランドン・リオスVSディエゴ・ガブリエル・チャベスの前座でWBA7位のアントン・ノヴィコフと対戦し、12回3-0（117-111、2者が118-111）の判定勝ちを収め初防衛に成功した。9月7日、WBAはバルガスを8月度の月間優秀選手に選出した。
2014年11月22日、マカオにあるザ・ベネチアン・マカオ内コタイ・アリーナでマニー・パッキャオVSクリス・アルギエリの前座で元WBC世界ライト級王者でWBA世界スーパーライト級12位のアントニオ・デマルコと対戦し、12回3-0（3者とも116-112）の判定勝ちを収め2度目の防衛に成功した。12月5日、WBAはバルガスを11月度の月間優秀選手に選出した。
2015年6月27日、カリフォルニア州カーソンのスタブハブ・センター・テニスコートで1階級上の元WBO世界ウェルター級王者でWBO世界ウェルター級1位のティモシー・ブラッドリーとWBO世界ウェルター級王座決定戦を行う予定だったが、フロイド・メイウェザー・ジュニアがWBO世界ウェルター級王座を返上していなかった為、WBO世界ウェルター級暫定王座決定戦として行われた。試合はブラッドリーのペースで進むも、12回の試合終了間際にバルガスは渾身の右を当てブラッドリーをフラフラにさせKO寸前まで追い詰めるが、そこでレフェリーのパット・ラッセルがラウンド終了10秒前に鳴らされる拍子木をラウンド終了のゴングと勘違いをする失態を犯し、10秒近く早く試合をストップしてしまったため、バルガスの大逆転勝ちは成らず、プロ初黒星となる12回0-3（112-115、112-116、111-117）の判定負けを喫し2階級制覇に失敗した。この試合からトレーナーにエリック・モラレスがついた。試合後、バルガス陣営はレフェリーの失態を理由に即再戦を要求したが、WBOはこの要求を退けた。
なお、バルガスは試合の勝敗にかかわらず、再びWBA世界スーパーライト級レギュラー王座を防衛することを考慮していたが、WBOの世界タイトルマッチだったにもかかわらず無関係のWBAがWBOの承認料18,000ドルを上回る40,000ドルを要求してきたことにバルガス陣営は憤慨し、WBA世界スーパーライト級レギュラー王座を返上した。
2016年3月5日、ワシントンD.C.のDCアーモリーでルイス・オルティスvsトニー・トンプソンの前座で、WBO世界ウェルター級王座決定戦でWBO世界ウェルター級1位サダム・アリと対戦し8回に右ストレートでダウンを奪い、9回には右ストレートでダウンを追加。最後は右ストレートでダウン寸前にし、ボディフックで崩して右フックでレフェリーがストップ、9回2分9秒TKO勝ちを収め2階級制覇を達成した。
2016年7月8日、同年9月3日にシェフィールドのブラモール・レーンでIBF世界ウェルター級王者ケル・ブルックと王座統一戦を行う予定だったが、ブルックが同年9月10日にロンドンでゲンナジー・ゴロフキンとの対戦することが決定した為中止になった。
2016年11月5日、トーマス&マック・センターで元世界6階級制覇王者でWBO世界ウェルター級1位のマニー・パッキャオと対戦し、12回0-3（2者が109-118、113-114）判定負けを喫し初防衛に失敗、王座から陥落した。当初はHBOがペイ・パー・ビューで放送する予定だったが、同年11月19日にセルゲイ・コバレフVSアンドレ・ウォードのペイ・パー・ビュー放送が先に決まっており、トップランク社が独自にペイ・パー・ビュー放送することになった。
2017年10月、トップランク社との契約が満期終了となり、有力ボクシングマネージャーのアル・ヘイモンと契約し、TGBプロモーションズに移籍した。
2018年4月21日、バークレイズ・センターで、肩の負傷で欠場したオマール・フィゲロアの代役として、元WBO世界ウェルター級王者エイドリアン・ブローナーと144ポンドのキャッチウェイトで対戦し、12回0-1 (113-115、114-114、114-114) の判定で引き分けた。
2018年7月18日、マッチルーム・スポーツ・USAと契約しアル・ヘイモンとTGBプロモーションズから離脱した。
2019年4月26日、カリフォルニア州イングルウッドのザ・フォーラムでウンベルト・ソトと対戦し、6回1分48秒KO勝ちを収めた。
2020年2月29日、テキサス州フリスコのフォード・センターにてWBC世界ウェルター級ダイヤモンド王座決定戦でミゲル・アンヘル・ガルシアと対戦し、12回0-3（2者が111-116、113-114）の判定負けを喫し王座獲得に失敗した。
2022年1月12日、リアム・スミスとの対戦が2月5日に決まっていたがバルガスが新型コロナウイルスに感染したため延期された。
2022年4月30日、空位のWBOスーパーウェルター級インターコンチネンタル王座決定戦でリアム・スミスと対戦し、10回TKO負けで王座獲得に失敗した。
2022年6月 埼玉スーパーアリーナにて行われたシリーズ決勝井上尚弥とノニト・ドネアによるWBA/WBC/IBF統一バンタム級タイトルマッチに、ドネア陣営のサポートとして来日。 試合後の食事会にもドネアとに参加し、将来活動ついて、横浜光ジムのA サインボクシングチャンネルのインタビューに答えている。

## 戦績
- プロボクシング：35戦 29勝 (11KO) 4敗 2分

| 戦           | 日付           | 勝敗 | 時間     | 内容    | 対戦相手                       | 国籍           | 備考                                                    |
| ------------ | -------------- | ---- | -------- | ------- | ------------------------------ | -------------- | ------------------------------------------------------- |
| 1            | 2008年9月5日   | ☆    | 1R 0:59  | KO      | ジョエル・ゴンザレス           | アメリカ合衆国 | プロデビュー戦                                          |
| 2            | 2008年10月4日  | ☆    | 4R       | 判定3-0 | トレントン・ティツワース       | アメリカ合衆国 |                                                         |
| 3            | 2008年11月1日  | ☆    | 2R 終了  | TKO     | ミケランジェロ・ランクス       | アメリカ合衆国 |                                                         |
| 4            | 2008年12月5日  | ☆    | 4R       | 判定3-0 | アントニオ・ソリア             | アメリカ合衆国 |                                                         |
| 5            | 2009年4月17日  | ☆    | 6R       | 判定3-0 | アンソニー・レンク             | アメリカ合衆国 |                                                         |
| 6            | 2009年9月19日  | ☆    | 6R       | 判定3-0 | ラウル・トバー                 | アメリカ合衆国 |                                                         |
| 7            | 2009年12月2日  | ☆    | 2R 2:31  | TKO     | トラビス・ハートマン           | アメリカ合衆国 |                                                         |
| 8            | 2010年1月29日  | ☆    | 4R       | 判定3-0 | リッキー・キニー               | アメリカ合衆国 |                                                         |
| 9            | 2010年2月25日  | ☆    | 1R 1:56  | TKO     | ロバート・ルナ・ジュニア       | アメリカ合衆国 |                                                         |
| 10           | 2010年5月1日   | ☆    | 6R 1:20  | TKO     | アルツーロ・モルア             | メキシコ       |                                                         |
| 11           | 2010年6月24日  | ☆    | 6R 0:33  | KO      | エルネスト・ザバラ             | アメリカ合衆国 |                                                         |
| 12           | 2010年9月30日  | ☆    | 1R 1:31  | KO      | パブロ・ダニエル・サルミエント | アルゼンチン   |                                                         |
| 13           | 2010年12月11日 | ☆    | 8R       | 判定3-0 | ラモン・モンタノ               | メキシコ       |                                                         |
| 14           | 2011年2月24日  | ☆    | 8R       | 判定3-0 | クリスティアン・ファベーラ     | メキシコ       |                                                         |
| 15           | 2011年4月8日   | ☆    | 1R 終了  | TKO     | ビビアン・ハリス               | ガイアナ       |                                                         |
| 16           | 2011年7月8日   | ☆    | 2R 0:33  | KO      | ウォルター・エストラーダ       | コロンビア     |                                                         |
| 17           | 2011年9月17日  | ☆    | 10R      | 判定2-1 | ホセシート・ロペス             | アメリカ合衆国 |                                                         |
| 18           | 2012年2月24日  | ☆    | 10R      | 判定3-0 | ラナード・タイナー             | アメリカ合衆国 |                                                         |
| 19           | 2012年5月5日   | ☆    | 10R      | 判定3-0 | スティーブ・フォーブス         | アメリカ合衆国 |                                                         |
| 20           | 2012年9月13日  | ☆    | 10R      | 判定3-0 | アーロン・マルティネス         | メキシコ       |                                                         |
| 21           | 2012年12月7日  | ☆    | 10R      | 判定3-0 | ビート・ガスパリアン           | アルメニア     |                                                         |
| 22           | 2013年3月16日  | ☆    | 10R      | 判定3-0 | ウェール・オモトソ             | ナイジェリア   | WBC米大陸ウェルター級王座決定戦                         |
| 23           | 2013年10月11日 | ☆    | 10R      | 判定3-0 | レイ・ナーフ                   | ガーナ         |                                                         |
| 24           | 2014年4月12日  | ☆    | 12R      | 判定3-0 | カビブ・アーラフベルディエフ   | ロシア         | WBA世界スーパーライト級タイトルマッチ WBA・IBO獲得      |
| 25           | 2014年8月2日   | ☆    | 12R      | 判定3-0 | アントン・ノビコフ             | ロシア         | WBA防衛1                                                |
| 26           | 2014年11月23日 | ☆    | 12R      | 判定3-0 | アントニオ・デマルコ           | メキシコ       | WBA防衛2                                                |
| 27           | 2015年6月27日  | ★    | 12R      | 判定0-3 | ティモシー・ブラッドリー       | アメリカ合衆国 | WBO世界ウェルター級暫定王座決定戦                       |
| 28           | 2016年3月5日   | ☆    | 9R 2:09  | TKO     | サダム・アリ                   | アメリカ合衆国 | WBO世界ウェルター級王座決定戦                           |
| 29           | 2016年11月5日  | ★    | 12R      | 判定0-3 | マニー・パッキャオ             | フィリピン     | WBO陥落                                                 |
| 30           | 2017年12月15日 | ☆    | 10R      | 判定3-0 | アーロン・エレーラ             | メキシコ       |                                                         |
| 31           | 2018年4月21日  | △    | 12R      | 判定0-1 | エイドリアン・ブローナー       | アメリカ合衆国 |                                                         |
| 32           | 2018年10月6日  | △    | 12R      | 判定1-0 | トーマス・デュロルメ           | プエルトリコ   | WBC世界ウェルター級シルバー王座決定戦                   |
| 33           | 2019年4月26日  | ☆    | 6R 1:48  | KO      | ウンベルト・ソト               | メキシコ       |                                                         |
| 34           | 2020年2月29日  | ★    | 12R      | 判定0-3 | ミゲル・アンヘル・ガルシア     | アメリカ合衆国 | WBC世界ウェルター級ダイヤモンド王座決定戦               |
| 35           | 2022年4月30日  | ★    | 10R 0:41 | TKO     | リアム・スミス                 | イギリス       | WBOインターコンチネンタルスーパーウェルター級王座決定戦 |
| テンプレート |                |      |          |         |                                |                |                                                         |

## 獲得タイトル
- WBCアメリカ大陸ウェルター級王座
- WBA世界スーパーライト級レギュラー王座（防衛2=返上）
- IBO世界スーパーライト級王座（防衛0）
- WBO世界ウェルター級王座（防衛0）